# Pericoma satchell
Pericoma satchell är en tvåvingeart som beskrevs av Duckhouse 1966. Pericoma satchell ingår i släktet Pericoma och familjen fjärilsmyggor. Inga underarter finns listade i Catalogue of Life.